# کوری لاده
کوری لاده (انگلیسی: Corrie Laddé؛ ۲۷ اکتبر ۱۹۱۵ – ۱۸ سپتامبر ۱۹۹۶) شناگر زن اهل هلند بود.